# Preluders
Preluders war eine deutsche Girlgroup, die im Jahr 2003 aus der dritten Staffel der von ProSieben ausgestrahlten Castingshow Popstars – Das Duell hervorging. Sie trennten sich im Herbst 2006. Insgesamt verkaufte die Band über 400.000 Tonträger.

## Bandgeschichte

### Popstars – Das Duell
Nach zwei Jahren Pause strahlte ProSieben ab August 2003 die dritte Staffel von Popstars aus. Nach britischem Vorbild wurde sowohl eine Boygroup als auch eine Girlgroup formiert, die im Finale gegeneinander um den Sieg in der Show antraten. Die Jury bestand aus Sabrina Setlur, Uwe Fahrenkrog-Petersen und Detlef Soost. Gesangslehrerin war Artemis Gounaki.
In fünf Städten bewarben sich über 12.000 junge Frauen und Männer. Insgesamt 46 Kandidaten erreichten die Entscheidungsshow am Düsseldorfer Flughafen. 27 von ihnen reisten von dort aus nach Orlando (Florida) für einen vierwöchigen Choreografie- und Gesangsworkshop. Als durch die Jury zusammengestellte Band Preluders führten Anh-Thu Doan (* 19. Dezember 1986 in Lörrach), Miriam Cani (* 30. Mai 1985 in Elbasan, Albanien), Rebecca Miro (* 27. Juli 1983 in Berlin) und Tertia Botha (* 8. Juni 1979 in Kapstadt, Südafrika) erste Studioaufnahmen durch. Anne Ross (* 17. März 1985 in Dersum) komplettierte erst durch eine Nachnominierung die Band, nachdem ihr Produzent Uwe Fahrenkrog-Petersen stimmliche Verstärkung suchte.
Die Preluders nahmen eine Coverversion des Songs Losing My Religion von R.E.M. auf. Die konkurrierende Boygroup Overground coverte den Song I Wanna Sex You Up von Color Me Badd. Beide Songs wurden ab Oktober 2003 über 1,2 Millionen Mal exklusiv bei McDonald’s verkauft. Zur Bewerbung der Songs gingen beide Bands im Oktober auf eine Club- und Autogrammstunden-Tour durch Deutschland.
Im Anschluss fand am 3. November 2003 das Finale von Popstars – Das Duell statt. Während die Preluders zwar mehr CDs verkauften und damit zunächst einen Vorsprung vor Overground hatten, erhielten Overground im Telefonvoting mehr der insgesamt über drei Millionen Anrufe. Sie gewannen die Show mit 51,8 Prozent.

### Karriere

Erstes Logo der Band

Die erste Single der Preluders, Everyday Girl, erschien im November 2003 und erreichte den ersten Platz der deutschen Singlecharts und die Top 5 in Österreich und der Schweiz. Ihr im November des gleichen Jahres veröffentlichtes Debütalbum Girls in the House erreichte Platz 2 in den deutschen Albumcharts. In Österreich verpasste das Album mit Platz 12 die Top 10 der Charts; in der Schweiz stieg das Album auf Platz 3 ein. Die Preluders wurden in Deutschland für ihre Debütsingle sowie für ihr Debütalbum jeweils mit einer Goldenen Schallplatte ausgezeichnet. Ebenfalls im November waren die Preluders Teil der TV Allstars, einem Zusammenschluss von Bands und Sängern aus verschiedenen Castingshows. Ihre gemeinsame Single, ein Cover des Band-Aid-Songs Do They Know It’s Christmas?, erreichte Platz 3 in den deutschen, Platz 26 in den österreichischen und Platz 51 in den Schweizer Singlecharts und wurde in Deutschland mit einer Goldenen Schallplatte für über 250.000 verkaufte Exemplare ausgezeichnet. Für das Album The Ultimate Christmas Album der TV Allstars nahmen die Preluders eine eigene Version des Songs Last Christmas und gemeinsam mit Overground den Song Wonderful Christmastime auf. Das Album erreichte Platz 3 in Deutschland, Platz 28 in Österreich und Platz 32 in der Schweiz und wurde in Deutschland ebenfalls mit einer Goldenen Schallplatte ausgezeichnet. Ab Dezember 2003 waren die Preluders gemeinsam mit Overground auf Party-Tour durch Clubs und Diskotheken der Städte Frankfurt, Stuttgart, Köln und München.
Im Februar 2004 erschien die zweite Single Bal Privé aus ihrem Debütalbum. Bal Privé erreichte Platz 28 in Deutschland, Platz 37 in Österreich und Platz 60 in der Schweiz. Für den Red Nose Day im März nahmen die Preluders gemeinsam mit Overground und Bro’Sis den The-Beatles-Song With A Little Help From My Friends als Titellied zur Show auf. Der Song war Teil des Samplers Red Nose Day 04. Im Anschluss gingen die Preluders gemeinsam mit Overground im März und April unter dem Titel Popstars – Die Tour 2004 auf Tour durch Deutschland, Österreich und die Schweiz.
Für ihre dritte Single konnten die Preluders zwischen den beiden Songs Left of Center und Hotter than You Know wählen. Sie entschieden sich für letztgenannten Song, der im Mai 2004 erschien und Platz 21 in Deutschland, Platz 49 in Österreich und Platz 53 in der Schweiz erreichte. Left of Center wurde einige Monate später auf dem Sampler History of Popstars veröffentlicht.
Im Herbst 2004 erschien der Coversong Walking in Sunshine als erste Single aus ihrem neuen Album mit der B-Seite Call Me, Beep Me, dem Titeltrack der Fernsehserie Kim Possible. Die Single erreichte in Deutschland Platz 24 und in Österreich Platz 51. Das im September veröffentlichte Coveralbum Prelude to History war gedacht als eine „musikalische Zeitreise zurück in die guten alten 50er, 60er, 70er und 80er Jahre“. Es erreichte Platz 40 der deutschen Albumcharts. Im Herbst 2004 spielten die Preluders Konzerte im Kosovo und in Albanien, der Heimat des Bandmitglieds Cani. Nach ihrer Rückkehr folgte im November mit Do You Love Me ein weiterer Coversong als Single, der sich auf Platz 51 in den deutschen Singlecharts platzierte. Bei den Jetix Kids Awards 2004 wurden die Preluders mit dem Award als Beste Band des Jahres ausgezeichnet.
Anfang 2005 gaben die Preluders in einem Interview bekannt, eigene Songs für ihr drittes Studioalbum zu schreiben und zu komponieren, das im Jahr 2006 erscheinen sollte. Als Botha im Februar 2005 einen Autounfall erlitt, musste sie verletzungsbedingt bei den Preluders pausieren, die in der Folge als Quartett auftraten. Nach ihrer Pause kehrte Botha jedoch nicht zu den Preluders zurück und gab ihren Ausstieg aus der Band im Juni 2005 bekannt. Im August des gleichen Jahres folgte ihr Miro. Nach der Unterzeichnung eines neuen Plattenvertrags mit Edel Records präsentierten die verbliebenen drei Bandmitglieder bei The Dome 36 den als neue Single angekündigten Song Never Before. Zu einer Veröffentlichung kam es nicht. 2009 coverte Sandra den Song auf ihrem Album Back to Life. Ende 2005 verließ Ross als drittes Bandmitglied die Preluders.
Anfang 2006 wurde Trish Sadowski (* 22. August 1988 in Guttstadt, Polen) als neues Bandmitglied der Preluders bekannt gegeben. Ende Juli 2006 wurde die Single I Want Your T.I.M.E. veröffentlicht. Der Song platzierte sich für eine Woche auf Platz 91 der Singlecharts in Deutschland. Im Herbst 2006 gaben die Preluders ihre Trennung bekannt. 2022 wurde das Lied Show Me Your Love Is True digital veröffentlicht, welches 2006 von den Preluders aufgenommen wurde.

## Weitere Tätigkeiten

### Werbeaktivitäten
Ab Dezember 2003 waren die Preluders Werbegesicht für ProSieben und nahmen dafür den Sender-Kampagnensong We Love to Entertain You neu auf. Parallel dazu bewarben sie die Modekollektion WE LOVE Collection. Anfang des Jahres 2004 unterschrieben die Preluders einen Vertrag mit der Haarkosmetik-Marke Schwarzkopf. Für den Werbeclip sang die Band den Song Color Your Li'v'e ein.

### Soziales Engagement
Die Preluders engagierten sich 2004 für den in Mülheim an der Ruhr ansässigen Verein J-Straps for Life e. V., der sich für die Bildung von Kindern und Jugendlichen einsetzt.

### Trivia
Ab Februar 2005 waren die Preluders in fünf Ausgaben der Zeitschrift Wendy als Protagonistinnen in einem Fotoroman zu sehen.

## Nach der Trennung
- Anne Ross veröffentlichte ab November 2006 mit dem Popduo Milk & Honey drei Singles und ein Album. Mittlerweile ist sie mit dem ehemaligen Overground-Sänger Meiko Reißmann verheiratet. Im Jahr 2008 begann sie ihr Studium an der Hochschule Osnabrück im Studienprogramm Betriebswirtschaft und Management.

- Miriam Cani wurde 2006 zu den 30 anerkanntesten Albanern aller Zeiten gewählt und spielte in Albanien im Musical Chicago 2007 eine Hauptrolle. Sie moderierte auf dem über Premiere zu empfangenen Fernsehsender e.clips eine wöchentliche Musikclip-Sendung. Danach nahm sie zusammen mit dem albanischen Superstar Alban Skenderaj die Single Let Me Die with You auf. Zusammen kamen sie bei der bedeutendsten albanischen Musiksendung Festivali i Këngës auf den zweiten Platz. 2009 wurde Cani vom albanischen Staatspräsidenten Bamir Topi als Botschafterin der Nation ausgezeichnet und übernahm die Moderation der Grand-Prix-Vorentscheidung für Albanien.[20] 2011 folgte mit Ende ka shprese ein weiterer Song von Skenderaj und Cani. Im selben Jahr saß sie in der Jury der albanischen Version von The Voice. Cani ist mittlerweile mit dem albanischen Sänger Alban Skenderaj verheiratet. Beide sind Eltern von zwei Kindern. Einer Tochter und einem Sohn.

- Tertia Botha war nach ihrem Ausstieg bei den Preluders Sängerin in der Coverband Waterproof und arbeitet als Musicaldarstellerin u. a. für Bodyguard, Sister Act und Dirty Dancing in Wien.[21]

- Rebecca Miro machte ein Volontariat bei 98.8 Kiss FM und moderierte von 2009 bis 2012 das Big Weekend. Danach übernahm sie die Moderation verschiedener Formate beim Jugendradiosender bigFM. Zudem führte Miro 2012 auf RPR1 durch eine eigene personalisierte Show.[22] Seit 2019 bietet sie Workshops für Kinder und Jugendliche an Schulen an, um mit ihnen zum Thema Mobbing zu arbeiten oder ihnen Möglichkeiten der kulturellen Bildung zu eröffnen.[23] Zusätzlich ist sie als Stand-Up-Comedienne tätig.[24] Seit Frühjahr 2024 hat sie einen Podcast Over the Pop mit Faiz Mangat. Gemeinsam sprechen sie über ihre Karriere als Popstars.[24]

- Anh-Thu Doan arbeitet und lebt als Model mit ihrem Mann und drei Kindern in den USA.[25]

## Zeitleiste: Bandmitglieder
| Mitglied | Mitglied                 | 2003 | 2004 | 2005 | 2006 |
| -------- | ------------------------ | ---- | ---- | ---- | ---- |
|          | Tertia Botha (2003–2005) |      |      |      |      |
|          | Rebecca Miro (2003–2005) |      |      |      |      |
|          | Anne Ross (2003–2005)    |      |      |      |      |
|          | Miriam Cani (2003–2006)  |      |      |      |      |
|          | Anh-Thu Doan (2003–2006) |      |      |      |      |
|          | Patricia Sadowski (2006) |      |      |      |      |

## Diskografie

### Studioalben
| Jahr | Titel              | Höchstplatzierung, Gesamtwochen, AuszeichnungChartplatzierungen (Jahr, Titel, Platzierungen, Wochen, Auszeichnungen, Anmerkungen) | Höchstplatzierung, Gesamtwochen, AuszeichnungChartplatzierungen (Jahr, Titel, Platzierungen, Wochen, Auszeichnungen, Anmerkungen) | Höchstplatzierung, Gesamtwochen, AuszeichnungChartplatzierungen (Jahr, Titel, Platzierungen, Wochen, Auszeichnungen, Anmerkungen) | Anmerkungen                                                 |
| Jahr | Titel              | DE | AT | CH | Anmerkungen                                                 |
| ---- | ------------------ | --- | --- | --- | ----------------------------------------------------------- |
| 2003 | Girls in the House | DE2 Gold · (13 Wo.)DE | AT12 (9 Wo.)AT | CH3 (8 Wo.)CH | Erstveröffentlichung: 24. November 2003 Verkäufe: + 100.000 |
| 2004 | Prelude to History | DE40 (9 Wo.)DE | — | — | Erstveröffentlichung: 27. September 2004                    |

### Singles
| Jahr | Titel Album                                                                       | Höchstplatzierung, Gesamtwochen, AuszeichnungChartplatzierungen (Jahr, Titel, Album, Platzierungen, Wochen, Auszeichnungen, Anmerkungen) | Höchstplatzierung, Gesamtwochen, AuszeichnungChartplatzierungen (Jahr, Titel, Album, Platzierungen, Wochen, Auszeichnungen, Anmerkungen) | Höchstplatzierung, Gesamtwochen, AuszeichnungChartplatzierungen (Jahr, Titel, Album, Platzierungen, Wochen, Auszeichnungen, Anmerkungen) | Anmerkungen                                                                      |
| Jahr | Titel Album                                                                       | DE | AT | CH | Anmerkungen                                                                      |
| ---- | --------------------------------------------------------------------------------- | --- | --- | --- | -------------------------------------------------------------------------------- |
| 2003 | Losing My Religion Girls in the House                                             | — | — | — | Erstveröffentlichung: 10. Oktober 2003 Verkäufe: + 600.000                       |
| 2003 | Everyday Girl Girls in the House                                                  | DE1 Gold · (13 Wo.)DE | AT5 (15 Wo.)AT | CH4 (13 Wo.)CH | Erstveröffentlichung: 17. November 2003 Verkäufe: + 150.000                      |
| 2003 | Do They Know It’s Christmas? The Ultimate Christmas Album                         | DE3 Gold · (7 Wo.)DE | AT28 (5 Wo.)AT | CH32 (5 Wo.)CH | Erstveröffentlichung: 23. November 2003 Verkäufe: + 150.000; mit den TV Allstars |
| 2004 | Bal Privé Girls in the House                                                      | DE28 (9 Wo.)DE | AT37 (6 Wo.)AT | CH60 (3 Wo.)CH | Erstveröffentlichung: 9. Februar 2004                                            |
| 2004 | Hotter than You Know –                                                            | DE21 (9 Wo.)DE | AT49 (3 Wo.)AT | CH53 (3 Wo.)CH | Erstveröffentlichung: 17. Mai 2004                                               |
| 2004 | Walking on Sunshine / Call Me, Beep Me (The Kim Possible Song) Prelude to History | DE24 (9 Wo.)DE | AT51 (3 Wo.)AT | — | Erstveröffentlichung: 6. September 2004                                          |
| 2004 | Do You Love Me Prelude to History                                                 | DE50 (9 Wo.)DE | — | — | Erstveröffentlichung: 8. November 2004                                           |
| 2006 | I Want Your T.I.M.E. –                                                            | DE91 (1 Wo.)DE | — | — | Erstveröffentlichung: 28. Juli 2006                                              |

Weitere Singles
- 2003: Last Christmas (Cover von Wham!)
- 2003: Wonderful Christmastime (Cover von Paul McCartney (mit Overground))
- 2004: With a Little Help from My Friends (Cover der Beatles (mit Bro’Sis und Overground))[27]
- 2005: Color Your Li'v'e
- 2022: Show Me Your Love Is True

## Tournee
- 2004: Popstars – Die Tour (mit Overground)

## Auszeichnungen
- 2004: Jetix Kids Awards – Beste Band des Jahres[10]